# Meledonus albiceps
Meledonus albiceps är en tvåvingeart som beskrevs av Henry J. Reinhard 1956. Meledonus albiceps ingår i släktet Meledonus och familjen parasitflugor.
Artens utbredningsområde är Utah. Inga underarter finns listade i Catalogue of Life.